# Edith Michaeler
Edith Michaeler (* 5. Mai 1980 in Salzburg) ist eine österreichische Medienexpertin, Journalistin und Trainerin.
Sie beschäftigt sich mit Medieninnovation und Online-Journalismus und entwickelt digitaljournalistische Projekte. Ihre Kernthemen sind multimediales Storytelling, Entrepreneurial Journalism und – auf Formatebene – Podcasts.

## Werdegang
Edith Michaeler hat 2015 das berufsbegleitende Masterstudium „IMIM - International Media Innovation Management“ mit einer Thesis über Storytelling in der Unternehmenskommunikation von KMU abgeschlossen. 1999–2004 hat sie Geschichte und Politikwissenschaft an der Universität Wien und dem Institut d’études politiques de Paris studiert.
Seit 2015 ist sie zertifizierte Trainerin im Journalismus, 2004–2005 hat sie den Journalismus und PR-Lehrgang „Medienakademie Euregio-Pannonia“ besucht.
Seit 2018 produziert und moderiert sie den Wien-Podcast „Erzähl mir von Wien“. Sie ist Gründungsmitglied des österreichischen Podcast-Netzwerks Missing Link.
Das von ihr entwickelte Projekt Storytopia für user-generiertes Storytelling wird in der ersten Tranche der Medieninitiative für journalistische Innovation der Wirtschaftsagentur Wien gefördert.
Edith Michaeler leitet den Zertifikatslehrgang Digitaljournalismus und die Masterclass Digitaljournalismus am fjum forum journalismus und medien, einer innovativen Weiterbildungseinrichtung für Journalisten und Medienschaffende. Von 2014 bis 2016 hat sie das Wien-Büro des Kuratoriums für Journalistenausbildung aufgebaut.
Sie hält Workshops zu Online-Journalismus, Storytelling und Medieninnovation u. a. am fjum_forum journalismus und medien, bei Commit und der European Leadership and Debate Academy (ELDA).
Für das Ludwig Boltzmann Institut für Menschenrechte, den Verband der Internet Service Providers Austria (ISPA) und die Forschungs- und Entwicklungsabteilung der Österreichischen Nationalbibliothek hat sie digitale Kommunikationsprojekte entwickelt und geleitet.
Als Autorin wurde sie u. a. von der Styria Media Group und dem Müry Salzmann Verlag verlegt.